# Осиновская (Тюменская область)
Осиновская (тат. Усак) — деревня в Вагайском районе Тюменской области, административный центр Вершинского сельского поселения.

## География
Расположена на южном берегу озера Большой Уват в 98 км к юго-востоку от Вагая, в 152 км от Тобольска и в 295 км к востоку от Тюмени, с трёх сторон окружена заболоченными лесами. В 1 км к востоку от окраин находится деревня Одинарская, в 6 км к югу проходит граница с Омской областью.

## Транспорт
Дорог с твёрдым покрытием нет. Имеется грунтовая подъездная дорога (через деревни Одинарская, Веселинская) от проходящей в 20 км к востоку автодороги Абатское — Усть-Ишим, а также тупиковая грунтовая дорога на юго-запад к деревне Вершинская.

## Население
| 2010 |
| ---- |
| 645  |

Национальный состав
Согласно результатам переписи 2002 года, в национальной структуре населения татары составляли 98 % из 626 жителей, по итогам переписи 2010 года — 98 %.